# Acura CL

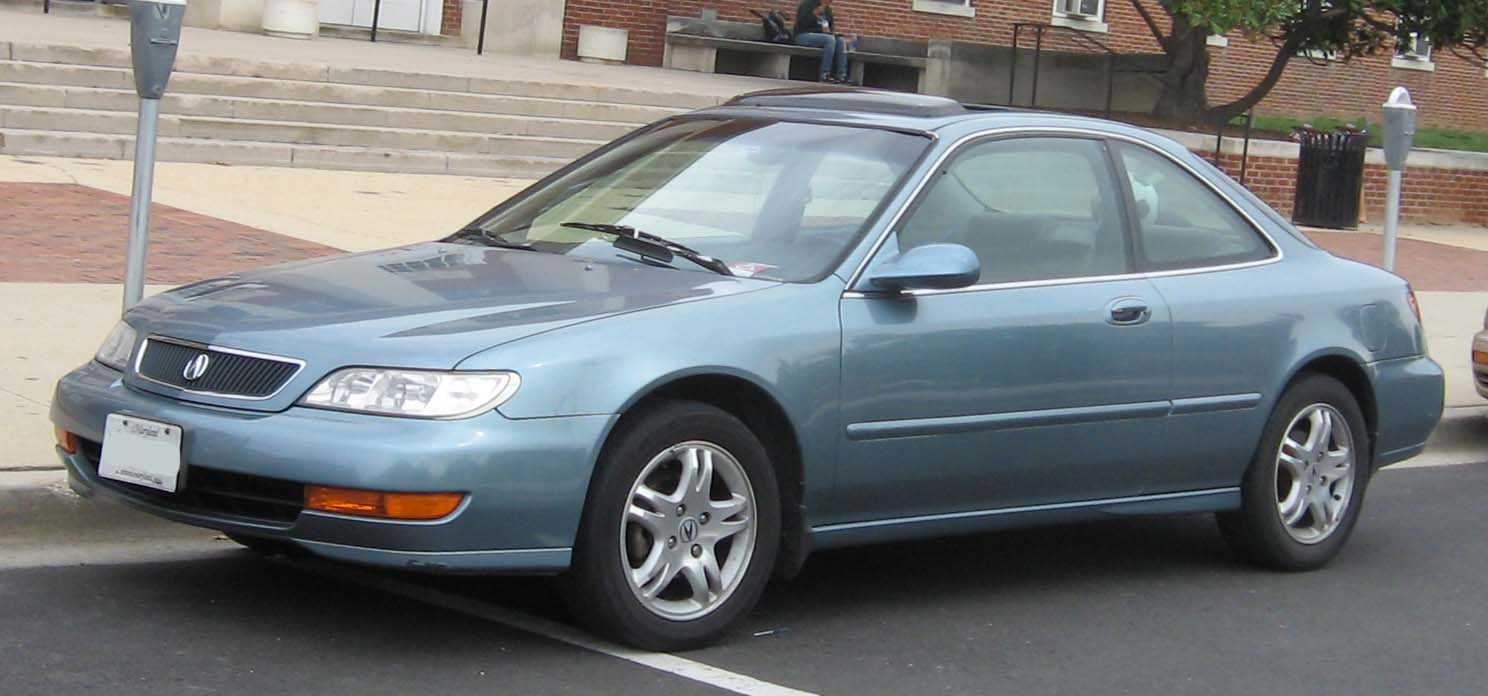
'99-'99 Acura CL

Acura CL – samochód osobowy klasy średniej produkowany przez japońską firmę Acura w latach 1997–1999 i 2001–2003. Dostępny jako 2-drzwiowe coupé. Do napędu używano silników R4 i V6. Moc przenoszona była na oś przednią poprzez automatyczną lub manualną skrzynię biegów.
Druga generacja występowała także w mocniejszej wersji Type-S.

## Dane techniczne ('97 CL)
Źródło:

### Silnik
- R4 2,2 l (2156 cm³), 4 zawory na cylinder, DOHC
- Układ zasilania: wtrysk
- Średnica cylindra × skok tłoka: 85,00 mm × 95,00 mm
- Stopień sprężania: 8,8:1
- Moc maksymalna: 147 KM (108 kW) przy 5500 obr./min
- Maksymalny moment obrotowy: 199 N•m przy 4500 obr./min

### Osiągi
- Przyspieszenie 0-100 km/h: 8,6 s
- Czas przejazdu pierwszych 400 m: 16,5 s
- Prędkość maksymalna: 209 km/h

## Dane techniczne ('02 CL)
Źródło:

### Silnik
- V6 3,2 l (3210 cm³), 4 zawory na cylinder, SOHC
- Układ zasilania: wtrysk
- Średnica cylindra × skok tłoka: 89,00 mm × 86,00 mm
- Stopień sprężania: 9,8:1
- Moc maksymalna: 228 KM (168 kW) przy 5600 obr./min
- Maksymalny moment obrotowy: 294 N•m przy 4700 obr./min